# Шавель, Виталий Игнатьевич
Виталий Игнатьевич Шавель (укр. Віталій Гнатович Шавель; 20 июня 1934 — 8 января 2011) — советский и украинский художник кино. Член Национального союза кинематографистов Украины.

## Биография
Родился 20 июня 1934 года в городе Днепропетровске в семье рабочего. Окончил Днепропетровское художественное училище (1956) и художественный факультет Всесоюзного государственного института кинематографии (1964).
С 1964 года — художник-постановщик Киевской киностудии им. А. П. Довженко.

## Фильмография
Оформил ленты:
- «Дни лётные» (1965)
- «Лишний хлеб» (1966)
- «Карантин» (1968)
- «Обратной дороги нет» (1970, т/ф)
- «Создание (Легенда)» (1970, к/м, реж. Н. Мащенко)
- «Здесь нам жить» (1972)
- «Семнадцатый трансатлантический» (1972)
- «Баллада о мужестве» (1972, т/ф, документальний, реж. В. Савельев)
- «Товарищ бригада» (1973, т/ф, 2 с; Первый приз Всесоюзного смотра телефильмов в Донецке, 1974)
- «Рыцарь Вася» (1974, к/м)
- «Ты плюс я — весна» (1974, муз. фильм)
- «Тревожный месяц вересень» (1975, Премия IX Всесоюзного кинофестиваля во Фрунзе, 1976)
- «Я больше не буду» (1975)
- «Только каплю души» (1978)
- «Вижу цель» (1978, т/ф, 2 с)
- «Алые погоны» (1979, т/ф, 3 с, в соавт.)
- «Жду и надеюсь» (1980, т/ф, 2 а)
- «Найди свой дом» (1982, т/ф)
- «В лесах под Ковелем» (1984)
- «Накануне» (1985)
- «Приближение к будущему» (1986)
- «Всё побеждает любовь» (1987)
- «Чёрная долина» (1988)
- «Этюды о Врубеле» (1989)
- «Карпатское золото» (1991)
- «Подарок на именины» (1991)
- «Ночь у меня» (1991)[2][3]
- «Тайна Виллы» (1992)
- «Атентат. Осеннее убийство в Мюнхене» (1995)
- «Пересохшая земля» (2004, к/м, реж. Т. Томенко) и др.